# Glenner
Glenner är ett vattendrag i Schweiz. Det ligger i den östra delen av landet, 140 km öster om huvudstaden Bern.
I omgivningarna runt Glenner växer i huvudsak blandskog. Runt Glenner är det mycket glesbefolkat, med 6 invånare per kvadratkilometer.